# Зовнішня політика США
Зовнішня політика Сполучених Штатів Америки визначається Президентом та здійснюється Державним департаментом на чолі з Державним секретарем.
Сполучені Штати Америки проводять складну зовнішню політику, основними принципами якої проголошені «будівництво безпечного світу» і «поширення демократії на користь американського народу та міжнародної спільноти». Сполучені Штати відіграють вкрай важливу роль у міжнародних відносинах, мають найрозвиненішу у світі мережу дипломатичних представництв. США — член-засновник Організації Об'єднаних Націй і Північно-Атлантичного альянсу, член Ради Безпеки ООН. Дипломатія США бере найактивнішу участь у розв'язанні практично всіх міжнародних конфліктів і суперечок.
Колишній державний секретар США Колін Павелл називав зовнішню політику США «агресивною у сенсі ставлення до викликів і проблем».. З 1940-их років, коли адміністрація Рузвельта відмовилась від політики невтручання, США виступали ініціаторами безлічі збройних конфліктів та військових переворотів в усьому світі, серед яких переворот в Ірані у 1953 році, Операція у затоці Свиней у 1961 році, війни в Югославії 1999, Афганістані та Іраку (2001, 2003).
Один із напрямів у зовнішній політиці США, за власним самовизначенням, є проведення політики «М'якої сили» (Soft power). М'яка сила — це здатність держави (союзу, коаліції) досягти бажаних результатів у міжнародних справах через переконання, а не придушення (нав'язування, примус). «М'яка сила» діє, спонукаючи інших дотримуватись (або домагаючись їхньої власної згоди додержуватись, або роблячи вигідним додержання) певних нормам поведінки та інституцій на міжнародній арені, що і приводить її носіїв до досягнення бажаного результату фактично без примусу". Це поняття належить відомому американському політологу на ім'я Джозеф Най молодший.
Невдоволення подібним лунає в різних країнах світу, де американські принципи світоустрою часто сприймаються як диктат та бажання нав'язати власну систему цінностей. Критика світової політики США багато в чому обумовлена тим, що первісно подібний підхід до вирішення глобальних проблем формувався в тому числі, і як інструмент розповсюдження свого геополітичного впливу, оскільки його реалізація надавала Вашингтону конкурентні переваги у боротьбі за ринки збуту в різних регіонах, що дозволяло досягти там і політичного домінування.

## Історія
Вже під час Першої світової війни США робили зусилля до того, щоб вийти на лідируючі позиції на світовій політичній арені. У 1914—1917 роки США вели політику нейтралітету, що позитивно вплинуло на економіку країни.
У 1920-ті роки США вели боротьбу за політичну експансію в Латинській Америці, скуповуючи землі і надаючи кредити через свої компанії. В деяких країнах цього регіону США безпосередньо контролювали фінанси і митницю, в ряді випадків підкріплюючи свою присутність армією.
Перед Другою світовою війною в правлячій еліті США вельми популярною була доктрина ізоляціонізму.
Переможне завершення Другої світової війни і проведені атомні бомбардування Японії в серпні 1945 року стрімко змінили роль і значення США в європейській і світовій політиці. Вельми успішне здійснення у 1947—1952 роках плану економічної допомоги країнам Західної Європи, що отримало назву «плану Маршала» дозволило США остаточно «закріпити» за собою домінуючий економічний і політичний вплив на Західну Європу, а потім і на інші регіони світу. Як зазначає в 2012 році гарвардський проф. С. М. Уолт, США є «гегемоном у західній півкулі».
З 1940-х років Сполучені Штати брали участь у численних збройних конфліктах і військових переворотах у всьому світі, серед яких переворот в Ірані в 1953 році, Операція в затоці Свиней в 1961 році, війни в Югославії, Афганістані та Іраку.
Як зазначала в 2002 році «Женьмінь Жибао», після закінчення холодної війни США прагнули до створення однополярного світу під своїм керівництвом.
На думку професора Джона Грея, втрата США першості в світі виникла з початком війни в Іраку, прискорившись з світовою економічною кризою (з 2008 року).
Згідно із заявою колишнього посла США в Росії Джеймса Коллінза в 2015 році, будь-які розмови про перегляд зовнішньої політики США і зміну пріоритетів не мають під собою підстав: перед США як і раніше стоять питання стримування Китаю, рішення проблем ісламського радикалізму, контролю над нафтовими ресурсами, зміцнення НАТО і розвитку Трансатлантичних відносин, створення альянсу з демократичними державами Далекого Сходу, з Індією, особливе значення має проблема Ірану.

## Дипломатичні відносини
Сполучені Штати мають дипломатичні відносини практично з усіма державами світу. Виняток становлять 5 держав:
- Бутан
- Іран (припинено 1979 року)
- Північна Корея
- Куба (припинено 1959 року)
- Сомалі (не визнана США) США визнали незалежність Сомалі і встановили з ним дипломатичні стосунки 1 липня 1960 року. Тоді ж Генеральне консульство США в Могадішо було перетворене в Посольство. 5 січня 1991 року, після падіння центрального сомалійського уряду, Посольство США було закрите.

## Експорт демократії
Демократія проголошена однією з основних цілей зовнішньої політики США. За доповіддю Держдепу США прикладами успіху такої моделі можуть вважатись «кольорові революції» у Грузії та в Україні , політичні перетворення у Сербії (включаючи Косово) і Чорногорію.
Сполучені Штати Америки зацікавлені у поширенні демократії та ринкової економіки у світі, оскільки це забезпечує захист їхніх інтересів та відповідає американським цінностям. Мадлен Олбрайт, яка займала пост держсекретаря під час другої адміністрації Білла Клінтона, висловилась із цього приводу, заявивши: «те, що США ототожнюють себе з демократією, життєво важливо для американських інтересів». Таким чином, видно основне завдання розповсюдження культурних цінностей США: поширення ідеологічних принципів, на яких базуються самі США, — це поширення американського впливу. І, навпаки, надзадачею американської зовнішньої політики вони вважають поширення відповідних цінностей.

## Зовнішня культурна політика
Зовнішня культурна політика за успішної реалізації здатна стати ефективним засобом супроводження загальної зовнішньополітичної стратегії держави, створюючи міцний фундамент, який дозволяє не тільки відбудовувати і просувати свої національні інтереси на світовій арені, але й чинити безпосередній вплив на різні політичні, економічні, соціальні процеси у світі.
Міжнародна освітня політика саме спрямована на максимально позитивне сприйняття населенням іншої країни американської культури. Завданням міжнародної політики США є створення лояльних прошарків населення в інших країнах.
Доведена ефективність проведення такої політики, багато колишніх випускників освітніх програм займають провідні державні пости у своїх країнах: 200 чинних і колишніх прем'єр-міністрів і президентів, і серед них Тоні Блер, Маргарет Тетчер, Герхард Шредер і Михайло Саакашвілі були учасниками урядових освітніх програм; 80 % членів уряду Саудівської Аравії здобули освіту в Американських університетах, 75 % парламенту Кенії навчались у США тощо.
Упродовж всієї історії існування міжнародних освітніх програм США застосовували їх для досягнення різних політичних цілей, але головним завданням цієї політики є поширення американської культури усім світом.
Програми міжнародної культурної політики на урядовому рівні розглядаються як один з найефективніших напрямків публічної дипломатії, що сприяють стабільності, процвітанню, а також просуванню американських цінностей у країнах, що розвиваються, або перебувають у перехідному періоді.
Основними інструментами реалізації американського зовнішнього культурного впливу виступають ЗМІ, в першу чергу американські, які часто входять до складу ще більших фінансово-промислових імперій. Керівний склад таких компаній, що формує собою ділову еліту США, часто нерозривно пов'язаний та взаємодіє на різних рівнях із правлячою політичною елітою США, в тому числі проваджуючи через власні ЗМІ цілеспрямований експорт ідеологічно «заряджених» американських культурних цінностей, орієнтованих головним чином на молодь у різних країнах світу, які охоче й активно сприймають Америку також через її субкультурні компоненти.
Тим самим реалізується і політична задача із забезпечення національних інтересів США, що відповідає цілям і завданням, задекларованим у різного роду концептуальних та програмних документах американської зовнішньої політики.

## ООН
США є співзасновником і постійним членом ООН. 15 вересня 2011 року, в зв'язку з відкриттям чергової сесії Генасамблеї ООН, помічник держсекретаря США Естер Бріммер виступила з заявою, в якій вказала, що «участь США у роботі ООН зміцнює нашу національну безпеку, просуває базові американські цінності та підтримує глобальні інститути та інфраструктуру, від яких залежить економіка 21-го століття». Також Бріммер заявила про те, що США «не повинні і не будуть» відмовлятися від своєї провідної ролі в ООН, і про те, що виконавча гілка влади у Вашингтоні також не збирається слідувати «лунаючим знову реакційним закликам утримувати внески США» в бюджет системи ООН: «протягом занадто довгого часу США грали в ігри зі своїми внесками, сплачуючи їх, коли хотіли, і утримуючи їх в тих випадках, при яких вважали це якимось чином виправданим. Це підривало репутацію США і шкодило нашій здатності досягати тих чи інших цілей в ООН». Так, 13 жовтня 2011 року Комітет з міжнародних справ Палати представників Конгресу США схвалив законопроєкт, що обмежує участь Вашингтона у фінансуванні ООН, пояснюючи це тим, що тільки скорочення фінансування з боку США може вплинути на ООН у зв'язку з питанням визнання Палестини. Законопроєкт передбачає, зокрема, переклад фінансування ООН на добровільну основу. При цьому в 2010 році США вклали в ООН 7,7 мільярда доларів, що становить 22 % від бюджету організації.

## НАТО
Військово-політичний альянс НАТО було створено 4 квітня 1949 року, він об'єднав під егідою США 10 держав Західної Європи і Канаду. До 1991 року альянс розширився до 15 членів, включив цілком Німеччину, а також Іспанію, Грецію й Туреччину. Первинно НАТО створювався з метою попередження потенційної радянської агресії проти Заходу. У 1955 році у Східній Європі з аналогічною метою була створена Організація Варшавського договору за керівної ролі Радянського Союзу. Таким чином, Європа залишалась розділеною упродовж ще понад 30 років.
Статут НАТО передбачає, що агресія проти будь-якого з учасників договору прирівнюється до агресії проти всіх країн, що входять в альянс. Слід зазначити, що хоча США оголосили про свій нейтралітет у британсько-аргентинському конфлікті й напряму не виступили проти Аргентини, вони надали суттєву підтримку Великій Британії.
У 1991 році Варшавський договір втратив чинність, і Холодна війна була офіційно оголошена завершеною. Таким чином, зникла першопричина появи самого НАТО. Тим не менше, за угодою з СРСР, до НАТО була включена НДР, яка вже увійшла до складу ФРН. Після цього радянському керівництву були надані гарантії про те, що на території Німеччини ніколи не будуть розміщені елементи стратегічних ядерних сил США, а НАТО не буде розширюватись на схід.
Увага НАТО переключилась з СРСР на Югославію. З 1993 року авіація НАТО бере активну участь у Боснійській війні. Навесні 1999 року почалась наймасштабніша військова операція в історії альянсу: 78-денне бомбардування Сербії.
1999 рік став переламним в історії НАТО. США порушили дані у 1991 році Горбачову обіцянки припинити розширення НАТО: у 1999 році до альянсу увійшли Угорщина, Польща й Чехія, у 2004 році до складу НАТО увійшли ще 7 держав східної Європи, в тому числі 3 колишні радянські республіки — Естонія, Латвія і Литва. До того часу США вже оголосили про свою Війну проти тероризму. Контингент НАТО у 2001 році було введено в Афганістан у відповідь на теракти 11 вересня. У 2003 році, однак, деякі європейські союзники США у НАТО відмовились вступати до Іракської війни.
Нині уряди семи держав Європи, а також Грузії проводять активну атлантистську зовнішню політику і ставлять собі на меті вступити в НАТО.